# Miholašćica
Miholašćica (italsky San Michele di Cherso) je vesnice a přímořské letovisko v Chorvatsku v Přímořsko-gorskokotarské župě. Nachází se na ostrově Cres a je součástí opčiny města Cres. V roce 2011 zde žilo celkem 36 obyvatel.
Sousedními vesnicemi jsou Martinšćica a Stivan.